# Lipienica (Neder-Silezië)
Lipienica (Duits: Lindenau) is een dorp in de Poolse woiwodschap Neder-Silezië. De plaats maakt deel uit van de gemeente Kamienna Góra.